# Tornei di tennis femminili nel 1934
Prima della nascita del WTA Tour, ossia l'apertura alle tenniste professioniste dei tornei che prima di quell'anno erano riservati alle tenniste dilettanti, tutti gli eventi più importanti erano amatoriali, tra questi c'erano i tornei del Grande Slam: gli Australian Championships, gli Internazionali di Francia, il Torneo di Wimbledon e gli U.S. National Championships.

## Gennaio
| Settimana  | Torneo                                                                      | Vincitore                                                   | Finalista                             | Semifinalisti | Eliminati ai quarti |
| ---------- | --------------------------------------------------------------------------- | ----------------------------------------------------------- | ------------------------------------- | ------------- | ------------------- |
| 1º gennaio | Beausite Christmas Meeting 1934 Cannes, Francia Singolare - Doppio          | Cosette Saint-Omer-Roy 6-2 6-2                              | Alice Weivers                         |               |                     |
| 1º gennaio | Beausite Christmas Meeting 1934 Cannes, Francia Singolare - Doppio          | Phyllis Satterthwaite Muriel Thomas 5-7 8-6 6-1             | Cosette Saint-Omer-Roy Alice Weivers  |               |                     |
| 1º gennaio | Beausite Christmas Meeting 1934 Cannes, Francia Singolare - Doppio          | Doppio misto: Charles Aeschlimann Muriel Thomas 6-1 3-6 6-3 | R. George Phyllis Satterthwaite       |               |                     |
| 4 gennaio  | New Zealand Championships 1934 Wellington, Nuova Zelanda Singolare - Doppio | Louise Bickerton 6-3 1-6 6-3                                | Ula Valkenburg                        |               |                     |
| 4 gennaio  | New Zealand Championships 1934 Wellington, Nuova Zelanda Singolare - Doppio | Louise Bickerton Nell Hall 6-3 6-3                          | Dulcie Nicholls Mrs W. Melody         |               |                     |
| 4 gennaio  | New Zealand Championships 1934 Wellington, Nuova Zelanda Singolare - Doppio | Doppio misto: Eskel Andrews Nell Hall 6-1 6-4               | Charles Donohoe Ula Valkenburg        |               |                     |
| 22 gennaio | Cannes Club Championships 1934 Cannes, Francia Singolare - Doppio           | Cosette Saint-Omer-Roy 6-2 6-2                              | Joan Ingram                           |               |                     |
| 22 gennaio | Cannes Club Championships 1934 Cannes, Francia Singolare - Doppio           | Elizabeth Ryan Muriel Thomas 6-0 6-0                        | Cosette Saint-Omer-Roy Alice Weivers  |               |                     |
| 22 gennaio | Cannes Club Championships 1934 Cannes, Francia Singolare - Doppio           | Doppio misto: Wilmer Hines Elizabeth Ryan 6-2 9-7           | Charles Aeschlimann Muriel Thomas     |               |                     |
| 27 gennaio | Australian Championships 1934 Sydney, Australia Erba Singolare - Doppio     | Joan Hartigan 6-1, 6-4                                      | Margaret Molesworth                   |               |                     |
| 27 gennaio | Australian Championships 1934 Sydney, Australia Erba Singolare - Doppio     | Margaret Molesworth Emily Westacott 6-8, 6-4, 6-4           | Joan Hartigan Ula Valkenburg          |               |                     |
| 28 gennaio | German Covered Court Championships 1934 Brema, Germania Singolare - Doppio  | Hilde Sperling                                              | Toni Schomburgk                       |               |                     |
| 28 gennaio | German Covered Court Championships 1934 Brema, Germania Singolare - Doppio  | Marie Horn Hilde Sperling 6-2 6-1                           | Toni Schomburgk Frau von Ende         |               |                     |
| 28 gennaio | German Covered Court Championships 1934 Brema, Germania Singolare - Doppio  | Doppio misto: Gottfried von Cramm Hilde Sperling 6-3 6-0    | Curt Oestberg Frl Buss                |               |                     |
| 29 gennaio | Gallia Club Championships 1934 Cannes, Francia Singolare - Doppio           | Muriel Thomas 6-0 4-6 6-3                                   | Joan Ingram                           |               |                     |
| 29 gennaio | Gallia Club Championships 1934 Cannes, Francia Singolare - Doppio           | Elizabeth Ryan Muriel Thomas 6-3 6-3                        | Joan Ingram Paulette de Saint-Ferreol |               |                     |
| 29 gennaio | Gallia Club Championships 1934 Cannes, Francia Singolare - Doppio           | Doppio misto: Jacques Brugnon Elizabeth Ryan 6-4 6-2        | Charles Aeschlimann Muriel Thomas     |               |                     |
| 29 gennaio | Torneo di Estoril 1934 Estoril, Portogallo Singolare - Doppio               | Margaret Scriven 1-6 7-5 6-1                                | Joan Ridley                           |               |                     |
| 29 gennaio | Torneo di Estoril 1934 Estoril, Portogallo Singolare - Doppio               | J. Heredia Margaret Scriven 6-1 6-2                         | G. Centarino M. Cunha                 |               |                     |
| 29 gennaio | Torneo di Estoril 1934 Estoril, Portogallo Singolare - Doppio               | Doppio misto: Vernon Kirby Joan Ridley                      | Roland Journu Margaret Scriven        |               |                     |

## Febbraio
| Settimana   | Torneo                                                                          | Vincitore                                                | Finalista                           | Semifinalisti | Eliminati ai quarti |
| ----------- | ------------------------------------------------------------------------------- | -------------------------------------------------------- | ----------------------------------- | ------------- | ------------------- |
| 4 febbraio  | French Covered Court Championships 1934 Parigi, Francia Singolare - Doppio      | Colette Rosambert 6-2 3-6 6-3                            | Yvonne Kleinadel                    |               |                     |
| 4 febbraio  | French Covered Court Championships 1934 Parigi, Francia Singolare - Doppio      | Mary Hardwick Suzanne Pannetier 6-4 9-7                  | Ida Adamoff Simone Barbier          |               |                     |
| 4 febbraio  | French Covered Court Championships 1934 Parigi, Francia Singolare - Doppio      | Doppio misto: Jean Borotra Colette Rosambert 7-5 3-6 6-2 | Paul Féret Mary Hardwick            |               |                     |
| 5 febbraio  | Carlton Club Championships 1934 Cannes, Francia Singolare - Doppio              | Muriel Thomas 6-2 6-2                                    | Cosette Saint-Omer-Roy              |               |                     |
| 5 febbraio  | Carlton Club Championships 1934 Cannes, Francia Singolare - Doppio              | Elizabeth Ryan Muriel Thomas 7-5 6-2                     | Joan Ingram Gabriele Szapary        |               |                     |
| 5 febbraio  | Carlton Club Championships 1934 Cannes, Francia Singolare - Doppio              | Doppio misto: Jacques Brugnon Elizabeth Ryan 6-1 6-2     | Charles Aeschlimann Muriel Thomas   |               |                     |
| 12 febbraio | South of France Championships 1934 Nizza, Francia Singolare - Doppio            | Muriel Thomas 6-1 6-0                                    | Mary Hardwick                       |               |                     |
| 12 febbraio | South of France Championships 1934 Nizza, Francia Singolare - Doppio            | Elizabeth Ryan Muriel Thomas 6-2 6-3                     | Dorothy Burke Sylvia Henrotin       |               |                     |
| 12 febbraio | South of France Championships 1934 Nizza, Francia Singolare - Doppio            | Doppio misto: Wilmer Hines Muriel Thomas 6-2 6-3         | Charles Aeschlimann Elizabeth Ryan  |               |                     |
| 17 febbraio | Jamaican International Championships 1934 Kingston, Giamaica Singolare - Doppio | Helen Jacobs 6-4 6-1                                     | Dorothy Round                       |               |                     |
| 17 febbraio | Jamaican International Championships 1934 Kingston, Giamaica Singolare - Doppio |                                                          |                                     |               |                     |
| 18 febbraio | Torneo di Beaulieu 1934 Beaulieu-sur-Mer, Francia Singolare - Doppio            | Billie Yorke 6-1 4-6 6-4                                 | Sylvie Henrotin                     |               |                     |
| 18 febbraio | Torneo di Beaulieu 1934 Beaulieu-sur-Mer, Francia Singolare - Doppio            | Sylvia Henrotin Elizabeth Ryan walkover                  | Joan Ingram Joan Ridley             |               |                     |
| 18 febbraio | Torneo di Beaulieu 1934 Beaulieu-sur-Mer, Francia Singolare - Doppio            | Doppio misto: Gottfried von Cramm Elizabeth Ryan 7-5 6-3 | Roderich Menzel Gabriele Szapary    |               |                     |
| 25 febbraio | Monte Carlo Cup 1934 Monte Carlo, Monte Carlo Singolare - Doppio                | Sylvie Henrotin walkover                                 | Muriel Thomas                       |               |                     |
| 25 febbraio | Monte Carlo Cup 1934 Monte Carlo, Monte Carlo Singolare - Doppio                | Muriel Thomas Billie Yorke 3-6 6-4 6-3                   | Dorothy Andrus Burke Elizabeth Ryan |               |                     |
| 25 febbraio | Monte Carlo Cup 1934 Monte Carlo, Monte Carlo Singolare - Doppio                | Doppio misto: Gottfried von Cramm Elizabeth Ryan 6-4 6-1 | Roderich Menzel Sylvia Henrotin     |               |                     |
| 26 febbraio | Bermuda International Championships 1934 Hamilton, Bermuda Singolare - Doppio   | Marjorie Sachs 5-6 6-4 6-2                               | Penelope Anderson McBride           |               |                     |
| 26 febbraio | Bermuda International Championships 1934 Hamilton, Bermuda Singolare - Doppio   |                                                          |                                     |               |                     |

## Marzo
| Settimana | Torneo                                                                                | Vincitore                                                   | Finalista                                       | Semifinalisti | Eliminati ai quarti |
| --------- | ------------------------------------------------------------------------------------- | ----------------------------------------------------------- | ----------------------------------------------- | ------------- | ------------------- |
| marzo     | Saint Mortiz Covered Court Championships 1934 St. Moritz, Svizzera Singolare - Doppio | Colette Rosambert 2-6 6-2 6-0                               | Joan Ingram                                     |               |                     |
| marzo     | Saint Mortiz Covered Court Championships 1934 St. Moritz, Svizzera Singolare - Doppio |                                                             |                                                 |               |                     |
| marzo     | Saint Mortiz Covered Court Championships 1934 St. Moritz, Svizzera Singolare - Doppio | Doppio misto: Antoine Gentien Joan Ingram 4-6 8-6 6-3       | Jacques Brugnon Colette Rosambert               |               |                     |
| marzo     | US Indoors 1934 New York, Singolare - Doppio                                          | Norma Taubele Barber 6–4, 6–1                               | Helen Rihbany                                   |               |                     |
| marzo     | US Indoors 1934 New York, Singolare - Doppio                                          | Norma Taubele Barber Jane Sharp 6–3, 6–2                    | Mrs. Henry Brunie Lillian Scharman Hester       |               |                     |
| 7 marzo   | Riviera Championships 1934 Mentone, Francia Singolare - Doppio                        | Sylvie Henrotin 3-6 6-3 6-0                                 | Lucia Valerio                                   |               |                     |
| 7 marzo   | Riviera Championships 1934 Mentone, Francia Singolare - Doppio                        | Elizabeth Ryan Muriel Thomas 6-0 6-2                        | Ida Adamoff Dorothy Andrus Burke                |               |                     |
| 12 marzo  | Torneo di Bordighera 1934 Bordighera, Italia Singolare - Doppio                       | Muriel Thomas 8-6 3-6 6-4                                   | Lucia Valerio                                   |               |                     |
| 12 marzo  | Torneo di Bordighera 1934 Bordighera, Italia Singolare - Doppio                       | Elizabeth Ryan Muriel Thomas 6-2 5-7 6-4                    | Ida Adamoff Dorothy Andrus Burke                |               |                     |
| 12 marzo  | Torneo di Bordighera 1934 Bordighera, Italia Singolare - Doppio                       | Doppio misto: Jean Lesueur Ida Adamoff 6-4 3-6 6-2          | Henry McCulley Muriel Thomas                    |               |                     |
| 13 marzo  | Nice Lawn Tennis Club Championships 1934 Nizza, Francia Singolare - Doppio            | Phyllis Satterthwaite 6-2 6-0                               | Mona Riddell                                    |               |                     |
| 13 marzo  | Nice Lawn Tennis Club Championships 1934 Nizza, Francia Singolare - Doppio            | Grete Deutschova Totte Zehden 8-6 4-6 6-4                   | Paulette de Saint-Ferreol Phyllis Satterthwaite |               |                     |
| 13 marzo  | Nice Lawn Tennis Club Championships 1934 Nizza, Francia Singolare - Doppio            | Doppio misto: Emil Lotan Paulette de Saint-Ferreol walkover | Max Ellmer Grete Deutschova                     |               |                     |
| 17 marzo  | Queen's Covered Court Championships 1934 Londra, Gran Bretagna Singolare - Doppio     | Ermyntrude Harvey 4-6 10-8 6-0                              | Eileen Bennett                                  |               |                     |
| 17 marzo  | Queen's Covered Court Championships 1934 Londra, Gran Bretagna Singolare - Doppio     | Elsie Pittman Joan Strawson 6-2 6-2                         | Ermyntrude Harvey Effie Peters                  |               |                     |
| 17 marzo  | Queen's Covered Court Championships 1934 Londra, Gran Bretagna Singolare - Doppio     | Doppio misto: Vernon Kirby Ermyntrude Harvey 6-0 6-0        | John Olliff Mrs Marriott                        |               |                     |
| 18 marzo  | Egyptian International Championships 1934 Il Cairo, Egitto Singolare - Doppio         | I. Lenos 6-3 6-3                                            | Mlle Jensen                                     |               |                     |
| 18 marzo  | Egyptian International Championships 1934 Il Cairo, Egitto Singolare - Doppio         | I. Lenos Phyllis Xydis 8-6 6-4                              | Mlle Jensen Mrs Whittington                     |               |                     |
| 18 marzo  | Egyptian International Championships 1934 Il Cairo, Egitto Singolare - Doppio         | Doppio misto: Franjo Kukuljevic Mlle Baird 7-5 6-2          | Sanna I. Lenos                                  |               |                     |
| 19 marzo  | Côte d'Azur Championships 1934 Cannes, Francia Singolare - Doppio                     | Nancy Lyle 6-4 6-4                                          | Simonne Mathieu                                 |               |                     |
| 19 marzo  | Côte d'Azur Championships 1934 Cannes, Francia Singolare - Doppio                     | Simonne Mathieu Muriel Thomas 6-3 6-2                       | Gladys Clarke-Jervoise Phyllis Satterthwaite    |               |                     |
| 19 marzo  | Côte d'Azur Championships 1934 Cannes, Francia Singolare - Doppio                     | Doppio misto: Hector Fisher Muriel Thomas                   | Jack Lysaght Simonne Mathieu                    |               |                     |
| 19 marzo  | Italian Riviera Championships 1934 San Remo, Italia Singolare - Doppio                | Cilly Aussem 6-4 1-6 6-1                                    | Lucia Valerio                                   |               |                     |
| 19 marzo  | Italian Riviera Championships 1934 San Remo, Italia Singolare - Doppio                | Cilly Aussem Elizabeth Ryan 6-2 4-6 6-4                     | Ida Adamoff Dorothy Andrus Burke                |               |                     |
| 19 marzo  | Italian Riviera Championships 1934 San Remo, Italia Singolare - Doppio                | Doppio misto: Wilmer Hines Elizabeth Ryan 6-4 6-2           | Jean Lesueur Ida Adamoff                        |               |                     |
| 26 marzo  | Cannes Championships 1934 Beausite-Cannes, Francia Singolare - Doppio                 | Jacqueline Goldschmidt 6-4 11-9                             | Simonne Mathieu                                 |               |                     |
| 26 marzo  | Cannes Championships 1934 Beausite-Cannes, Francia Singolare - Doppio                 | Nancy Lyle Muriel Thomas 6-4 6-2                            | Dorothy Andrus Burke Simonne Mathieu            |               |                     |
| 26 marzo  | Cannes Championships 1934 Beausite-Cannes, Francia Singolare - Doppio                 | Doppio misto: Hector Fisher Muriel Thomas 6-2 6-3           | Charles Aeschlimann Nancy Lyle                  |               |                     |
| 30 marzo  | Tally Ho! Hard Court Championships 1934 Birmingham, Gran Bretagna Singolare - Doppio  | Billie Yorke 4-6, 6-1, 6-1                                  | Elsa Haylock                                    |               |                     |
| 30 marzo  | Tally Ho! Hard Court Championships 1934 Birmingham, Gran Bretagna Singolare - Doppio  | Mary Heeley Dorothy Round 7-5, 6-8, 6-4                     | Mrs Marriott Madge Slaney                       |               |                     |
| 30 marzo  | Tally Ho! Hard Court Championships 1934 Birmingham, Gran Bretagna Singolare - Doppio  | Doppio misto: Alan Stedman Billie Yorke 6-2, 6-0            | Charles Hare Mary Whitmarsh                     |               |                     |

## Aprile
| Settimana | Torneo                                                                                      | Vincitore                                                    | Finalista                                           | Semifinalisti | Eliminati ai quarti |
| --------- | ------------------------------------------------------------------------------------------- | ------------------------------------------------------------ | --------------------------------------------------- | ------------- | ------------------- |
| aprile    | Torneo di Rapallo 1934 Rapallo, Italia Singolare - Doppio                                   | Elizabeth Ryan 6-1 6-2                                       | Cilly Aussem                                        |               |                     |
| aprile    | Torneo di Rapallo 1934 Rapallo, Italia Singolare - Doppio                                   |                                                              |                                                     |               |                     |
| aprile    | Torneo di Rapallo 1934 Rapallo, Italia Singolare - Doppio                                   | Doppio misto: Cilly Aussem Henry Culley 4-6 6-3 6-4          | Elizabeth Ryan Wilmer Hines                         |               |                     |
| 2 aprile  | River Oaks International Tennis Tournament 1934 Houston, USA Singolare - Doppio             | Jane Sharp 6-2 6-3                                           | Eugenie Sampson                                     |               |                     |
| 2 aprile  | River Oaks International Tennis Tournament 1934 Houston, USA Singolare - Doppio             |                                                              |                                                     |               |                     |
| 2 aprile  | South African Championships 1934 Johannesburg, Sudafrica Singolare - Doppio                 | Billie Robbins 6-0 6-3                                       | Winifred Lowe                                       |               |                     |
| 2 aprile  | South African Championships 1934 Johannesburg, Sudafrica Singolare - Doppio                 | Audrey de Smidt Dulcie Kitson 9-7 5-7 6-4                    | Winifred Lowe Miss Rodd                             |               |                     |
| 2 aprile  | South African Championships 1934 Johannesburg, Sudafrica Singolare - Doppio                 | Doppio misto: Norman Farquharson Audrey de Smidt 6-1 2-6 6-1 | Jack Condon Winifred Lowe                           |               |                     |
| 2 aprile  | Torneo di Alassio 1934 Alassio, Italia Singolare - Doppio                                   | Cilly Aussem 6-3 6-4                                         | Elizabeth Ryan                                      |               |                     |
| 2 aprile  | Torneo di Alassio 1934 Alassio, Italia Singolare - Doppio                                   | Cilly Aussem Elizabeth Ryan 6-1 6-1                          | Mme de Bruyn Kops Mrs Haycroft                      |               |                     |
| 2 aprile  | Torneo di Alassio 1934 Alassio, Italia Singolare - Doppio                                   | Doppio misto: Giorgio Palmieri Elizabeth Ryan                | Henry Culley Cilly Aussem                           |               |                     |
| 2 aprile  | Monte Carlo Second Meeting 1934 Monte Carlo, Monte Carlo Singolare - Doppio                 | Sylvie Henrotin 6-1, 6-1                                     | Dorothy Burke Andrus                                |               |                     |
| 2 aprile  | Monte Carlo Second Meeting 1934 Monte Carlo, Monte Carlo Singolare - Doppio                 | Dorothy Burke Sylvia Henrotin 8-6, 7-5                       | Grete Deutschova Totte Zehden                       |               |                     |
| 2 aprile  | Monte Carlo Second Meeting 1934 Monte Carlo, Monte Carlo Singolare - Doppio                 | Doppio misto: Hector Fisher Dorothy Burke 7-5, 6-4           | Wilmer Hines Syvlia Henrotin                        |               |                     |
| 2 aprile  | Paddington Hard Court Championships 1934 Paddington, Gran Bretagna Singolare - Doppio       | Kay Stammers Menzies 6-3, 7-5                                | Cristobel Wheatcroft                                |               |                     |
| 2 aprile  | Paddington Hard Court Championships 1934 Paddington, Gran Bretagna Singolare - Doppio       | Joan Ingram Elsie Pittman 4-6, 6-4, 6-4                      | Aurea Edgington Cristobel Wheatcroft                |               |                     |
| 2 aprile  | Paddington Hard Court Championships 1934 Paddington, Gran Bretagna Singolare - Doppio       | Doppio misto: Frank Wilde Joan Ingram 6-1, 3-6, 10-8         | Ryuki Miki Kay Stammers Menzies                     |               |                     |
| 4 aprile  | Torneo di Capri 1934 Capri, Italia Singolare - Doppio                                       | Lucia Valerio 6-2, 6-1                                       | Frl Sander                                          |               |                     |
| 4 aprile  | Torneo di Capri 1934 Capri, Italia Singolare - Doppio                                       | Ucci Manzutto Lucia Valerio 6-4, 5-7, 6-2                    | Jacqueline Gallay Yvana Orlandini                   |               |                     |
| 4 aprile  | Torneo di Capri 1934 Capri, Italia Singolare - Doppio                                       | Doppio misto: Antoine Gentien Miss Howard 6-4, 6-2           | Augusto Rado Ucci Manzutto                          |               |                     |
| 9 aprile  | Campionato Partenopeo 1934 Napoli, Italia Singolare - Doppio                                | Lucia Valerio 7-5, 6-0                                       | Cilly Aussem                                        |               |                     |
| 9 aprile  | Campionato Partenopeo 1934 Napoli, Italia Singolare - Doppio                                | Cilly Aussem Lucia Valerio 6-4, 6-4                          | Anna Luzzatti Yvana Orlandini                       |               |                     |
| 9 aprile  | Campionato Partenopeo 1934 Napoli, Italia Singolare - Doppio                                | Doppio misto: Wilmer Hines Lucia Valerio 3-6, 6-3, 6-1       | George Lyttleton-Rogers Magdalene Rollin-Couquerque |               |                     |
| 9 aprile  | Roehampton Hard Court Championships 1934 Roehampton, Gran Bretagna Singolare - Doppio       | Kay Stammers Menzies 7-5, 6-1                                | Phyllis Mudford                                     |               |                     |
| 9 aprile  | Roehampton Hard Court Championships 1934 Roehampton, Gran Bretagna Singolare - Doppio       | Evelyn Dearman Nancy Lyle 6-4, 4-6, 6-2                      | Elsie Pittman Kay Stammers Menzies                  |               |                     |
| 9 aprile  | Roehampton Hard Court Championships 1934 Roehampton, Gran Bretagna Singolare - Doppio       | Doppio misto: Vernon Kirby Ermyntrude Harvey 6-3, 3-6, 8-6   | Richard Ritchie Billie Yorke                        |               |                     |
| 16 aprile | Melbury Hard Court Championships 1934 Melbury, Gran Bretagna Singolare - Doppio             | Phyllis Mudford 6-2 5-7 7-5                                  | Margaret Scriven                                    |               |                     |
| 16 aprile | Melbury Hard Court Championships 1934 Melbury, Gran Bretagna Singolare - Doppio             |                                                              |                                                     |               |                     |
| 16 aprile | Torneo di Roma 1934 Roma, Italia Singolare - Doppio                                         | Cilly Aussem 6-2, 2-6, 6-1                                   | Elizabeth Ryan                                      |               |                     |
| 16 aprile | Torneo di Roma 1934 Roma, Italia Singolare - Doppio                                         | Cilly Aussem Elizabeth Ryan 6-2, 6-2                         | Anna Luzzatti Yvana Orlandini                       |               |                     |
| 16 aprile | Torneo di Roma 1934 Roma, Italia Singolare - Doppio                                         | Doppio misto: Wilmer Hines Elizabeth Ryan 6-1, 6-1           | Roderich Menzel Ida Adamoff                         |               |                     |
| 23 aprile | West Side Country Club Championships 1934 Ealing, Gran Bretagna Singolare - Doppio          | Dorothy Round 6-2 7-5                                        | Betty Nuthall                                       |               |                     |
| 23 aprile | West Side Country Club Championships 1934 Ealing, Gran Bretagna Singolare - Doppio          |                                                              |                                                     |               |                     |
| 23 aprile | South Croydon Hard Court Championships 1934 South Croydon, Gran Bretagna Singolare - Doppio | Kay Stammers Menzies 8-6 6-3                                 | P. Brazier                                          |               |                     |
| 23 aprile | South Croydon Hard Court Championships 1934 South Croydon, Gran Bretagna Singolare - Doppio |                                                              |                                                     |               |                     |

## Maggio
| Settimana | Torneo                                                                                          | Vincitore                                                  | Finalista                                | Semifinalisti | Eliminati ai quarti |
| --------- | ----------------------------------------------------------------------------------------------- | ---------------------------------------------------------- | ---------------------------------------- | ------------- | ------------------- |
| 5 maggio  | British Hard Court Championships 1934 Bournemouth, Gran Bretagna Singolare - Doppio             | Dorothy Round 6-2, 2-6, 8-6                                | Margaret Scriven                         |               |                     |
| 5 maggio  | British Hard Court Championships 1934 Bournemouth, Gran Bretagna Singolare - Doppio             | Kathleen Godfree Susan Noel 5-7, 6-4, 6-3                  | Evelyn Dearman Nancy Lyle                |               |                     |
| 5 maggio  | British Hard Court Championships 1934 Bournemouth, Gran Bretagna Singolare - Doppio             | Doppio misto: Ryuki Miki Dorothy Round 8-6, 6-8, 6-2       | Camille Malfory Kay Stammers             |               |                     |
| 6 maggio  | Hurlingham Hard Court Championships 1934 Hurlingham, Gran Bretagna Singolare - Doppio           | Joan Ridley 6-3 1-6 7-5                                    | Doris Howard                             |               |                     |
| 6 maggio  | Hurlingham Hard Court Championships 1934 Hurlingham, Gran Bretagna Singolare - Doppio           | Doris Howard Dorothy Shepherd-Barron 3-6 6-3 9-7           | Ermyntrude Harvey Joan Ridley            |               |                     |
| 6 maggio  | Hurlingham Hard Court Championships 1934 Hurlingham, Gran Bretagna Singolare - Doppio           | Doppio misto: Frank Wilde Ermyntrude Harvey 7-5, 3-6, 6-3  | Irving Wheatcroft Cristobel Wheatcroft   |               |                     |
| 6 maggio  | Czechoslovakian International Championships 1934 Praga, Cecoslovacchia Singolare - Doppio       | Elizabeth Ryan 6-3, 6-3                                    | Lola Merhautova                          |               |                     |
| 6 maggio  | Czechoslovakian International Championships 1934 Praga, Cecoslovacchia Singolare - Doppio       | Elizabeth Ryan Mlle Stucora 6-1, 6-4                       | Grete Deutsch Mme Rohrer                 |               |                     |
| 6 maggio  | Czechoslovakian International Championships 1934 Praga, Cecoslovacchia Singolare - Doppio       | Doppio misto: Roderich Menzel Elizabeth Ryan 6-2, 7-9, 6-2 | Wilmer Hines Gabriele Szapary            |               |                     |
| 9 maggio  | Internazionali d'Italia 1934 Milano, Italia Singolare - Doppio                                  | Helen Hull Jacobs 6-3 6-0                                  | Lucia Valerio                            |               |                     |
| 9 maggio  | Internazionali d'Italia 1934 Milano, Italia Singolare - Doppio                                  | Helen Hull Jacobs Elizabeth Ryan 7-5 9-7                   | Ida Adamoff Dorothy Andrus               |               |                     |
| 9 maggio  | Internazionali d'Italia 1934 Milano, Italia Singolare - Doppio                                  | Doppio misto: Elizabeth Ryan Henry Culley 6-1 6-3          | Madzy Rollin-Couquerque Franjo Punčec    |               |                     |
| 13 maggio | Austrian International Championships 1934 Vienna, Austria Singolare - Doppio                    | Jadwiga Jędrzejowska 6-0, 6-4                              | Grete Deutsch                            |               |                     |
| 13 maggio | Austrian International Championships 1934 Vienna, Austria Singolare - Doppio                    | Grete Deutschova Jadwiga Jędrzejowska 7-5, 6-1             | Gabriele Szapary Frl Winkler             |               |                     |
| 13 maggio | Austrian International Championships 1934 Vienna, Austria Singolare - Doppio                    | Doppio misto: Michel Haberl Trude Wolf 4-6, 6-2, 6-4       | Josef Caska Grete Deutschova             |               |                     |
| 14 maggio | West Kensington Hard Court Championships 1934 West Kensington, Gran Bretagna Singolare - Doppio | Betty Nuthall 4-6, 7-5, 7-5                                | Elsie Pittman                            |               |                     |
| 14 maggio | West Kensington Hard Court Championships 1934 West Kensington, Gran Bretagna Singolare - Doppio | Kathleen Godfree Betty Nuthall 6-4, 8-6                    | Miss Harry Dorothy Shepherd-Barron       |               |                     |
| 14 maggio | West Kensington Hard Court Championships 1934 West Kensington, Gran Bretagna Singolare - Doppio | Doppio misto: Richard Ritchie Billie Yorke 6-3, 3-6, 6-4   | Frank Wilde Elise Pittman                |               |                     |
| 18 maggio | The Priory 1934 Birmingham, Gran Bretagna Singolare - Doppio                                    | Dorothy Round 1-6, 6-1, 6-1                                | Freda James                              |               |                     |
| 18 maggio | The Priory 1934 Birmingham, Gran Bretagna Singolare - Doppio                                    | Freda James Dorothy Round 6-2, 4-6, 7-5                    | Elsa Haylock Ruth Kirk                   |               |                     |
| 18 maggio | The Priory 1934 Birmingham, Gran Bretagna Singolare - Doppio                                    | Doppio misto: H. Lester Dorothy Round 6-4, 7-5             | Alan Stedman Freda James                 |               |                     |
| 21 maggio | Surrey Championships 1934 Surbiton, Gran Bretagna Singolare - Doppio                            | Elsie Goldsack Pittman 6-3, 6-3                            | Patricia Brazier                         |               |                     |
| 21 maggio | Surrey Championships 1934 Surbiton, Gran Bretagna Singolare - Doppio                            | Gladys Clarke-Jervoise Mildred Nonweiler 6-4, 2-6, 6-4     | Sybil Edwards Betty Uber                 |               |                     |
| 21 maggio | Surrey Championships 1934 Surbiton, Gran Bretagna Singolare - Doppio                            | Doppio misto: Ryuki Miki Joan Strawson 6-4, 7-9, 7-5       | Ian Bailey Eileen Fearnley-Whittingstall |               |                     |
| 28 maggio | Worcestershire Championships 1934 Malvern, Gran Bretagna Singolare - Doppio                     | Dorothy Round 6-4, 7-5                                     | Madge Slaney                             |               |                     |
| 28 maggio | Worcestershire Championships 1934 Malvern, Gran Bretagna Singolare - Doppio                     | Mrs M. Mayne Dorothy Round 7-5, 6-1                        | Florence Ford S. Thompson                |               |                     |
| 28 maggio | Worcestershire Championships 1934 Malvern, Gran Bretagna Singolare - Doppio                     | Doppio misto: J. Brian Sturgeon Dorothy Round              | Gordon Tuckett Mrs M. Mayne              |               |                     |

## Giugno
| Settimana | Torneo                                                                              | Vincitore                                                  | Finalista                            | Semifinalisti | Eliminati ai quarti |
| --------- | ----------------------------------------------------------------------------------- | ---------------------------------------------------------- | ------------------------------------ | ------------- | ------------------- |
| giugno    | Blue White Club Championships 1934 Berlino, Germania Singolare - Doppio             | Cilly Aussem 6-0, 6-3                                      | Anne Schneider-Peitz                 |               |                     |
| giugno    | Blue White Club Championships 1934 Berlino, Germania Singolare - Doppio             | Cilly Aussem Paula von Stuck 13-11, 6-3                    | Frl Bartels Anne Schneider-Peitz     |               |                     |
| giugno    | Blue White Club Championships 1934 Berlino, Germania Singolare - Doppio             | Doppio misto: K. Kuhlmann Cilly Aussem 6-2, 6-1            | Roderich Menzel Anne Schneider-Peitz |               |                     |
| giugno    | Berlin Championships 1934 Berlino, Germania Singolare - Doppio                      | Marie Horn 6-2, 6-2                                        | Elizabeth Ryan                       |               |                     |
| giugno    | Berlin Championships 1934 Berlino, Germania Singolare - Doppio                      | Marie Horn Elizabeth Ryan 6-3, 6-1                         | Joan Hartigan Mal Molesworth         |               |                     |
| giugno    | Berlin Championships 1934 Berlino, Germania Singolare - Doppio                      | Doppio misto: Gottfried von Cramm Marie Horn 9-7, 4-6, 6-2 | Wilmer Hines Elizabeth Ryan          |               |                     |
| giugno    | Wiesbaden Championships 1934 Wiesbaden, Germania Singolare - Doppio                 | Marie Horn 5-7, 6-2, 6-2                                   | Cilly Aussem                         |               |                     |
| giugno    | Wiesbaden Championships 1934 Wiesbaden, Germania Singolare - Doppio                 | Marie Horn Paula von Stuck 6-3, 6-1                        | Frl Rau Frl Weike                    |               |                     |
| giugno    | Wiesbaden Championships 1934 Wiesbaden, Germania Singolare - Doppio                 | Doppio misto: P. Buss Paula von Stuck 6-0, 6-1             | Packaly Margarethe Kaeppel           |               |                     |
| 3 giugno  | Internazionali di Francia 1934 Parigi, Francia Terra rossa Singolare - Doppio       | Margaret Scriven 7-5 4-6 6-1                               | Helen Jacobs                         |               |                     |
| 3 giugno  | Internazionali di Francia 1934 Parigi, Francia Terra rossa Singolare - Doppio       | Simonne Mathieu Elizabeth Ryan 3-6, 6-4, 6-2               | Helen Jacobs Sarah Palfrey           |               |                     |
| 4 giugno  | New England Championships 1934 Hartford, USA Singolare - Doppio                     | Jane Sharp 5-7 6-4 6-2                                     | Grace Surber                         |               |                     |
| 4 giugno  | New England Championships 1934 Hartford, USA Singolare - Doppio                     |                                                            |                                      |               |                     |
| 4 giugno  | Northern Championships 1934 Liverpool, Gran Bretagna Singolare - Doppio             | Hilde Sperling 7-5, 8-6                                    | Joan Hartigan                        |               |                     |
| 4 giugno  | Northern Championships 1934 Liverpool, Gran Bretagna Singolare - Doppio             | Joan Hartigan Nell Hopman 6-2, 6-1                         | Hilde Sperling Joan Strawson         |               |                     |
| 4 giugno  | Northern Championships 1934 Liverpool, Gran Bretagna Singolare - Doppio             | Doppio misto: Vernon Kirby Joan Strawson 6-0, 10-12, 6-2   | Herman von Artens Hilde Sperling     |               |                     |
| 4 giugno  | Torneo di Saint George's Hill 1934 Weybridge, Gran Bretagna Singolare - Doppio      | Elsie Goldsack                                             | Mary Hardwick                        |               |                     |
| 4 giugno  | Torneo di Saint George's Hill 1934 Weybridge, Gran Bretagna Singolare - Doppio      | Phyllis King Billie Yorke 6-1, 6-2                         | Mary Hardwick Ermyntrude Harvey      |               |                     |
| 4 giugno  | Torneo di Saint George's Hill 1934 Weybridge, Gran Bretagna Singolare - Doppio      | Doppio misto: Jack Lysaght Billie Yorke 6-4, 4-6, 6-4      | Richard Ritchie Ermyntrude Harvey    |               |                     |
| 4 giugno  | West of Championships 1934 Bristol, Gran Bretagna Singolare - Doppio                | G. Lucas 6-2 6-2                                           | G. Harry                             |               |                     |
| 4 giugno  | West of Championships 1934 Bristol, Gran Bretagna Singolare - Doppio                |                                                            |                                      |               |                     |
| 9 giugno  | Belgium National Championships 1934 Bruxelles, Belgio Singolare - Doppio            | Nelly Landry 5-7 6-0 6-3                                   | M. du Monceau                        |               |                     |
| 9 giugno  | Belgium National Championships 1934 Bruxelles, Belgio Singolare - Doppio            |                                                            |                                      |               |                     |
| 11 giugno | Kent Championships 1934 Beckenham, Gran Bretagna Singolare - Doppio                 | Phyllis Mudford 6-2 6-3                                    | Joan Hartigan                        |               |                     |
| 11 giugno | Kent Championships 1934 Beckenham, Gran Bretagna Singolare - Doppio                 | Mary Heeley Elsie Pittman 6-2, 7-5                         | Phyllis King Kay Stammers            |               |                     |
| 11 giugno | Kent Championships 1934 Beckenham, Gran Bretagna Singolare - Doppio                 | Doppio misto: Ryuki Miki Kay Stammers 6-1, 6-3             | Vernon Kirby Mary Heeley             |               |                     |
| 11 giugno | Pennsylvania & Eastern States Championships 1934 Filadelfia, USA Singolare - Doppio | Marion Jessup Zinderstein 6-4 6-3                          | Marjorie Van Ryn                     |               |                     |
| 11 giugno | Pennsylvania & Eastern States Championships 1934 Filadelfia, USA Singolare - Doppio |                                                            |                                      |               |                     |
| 18 giugno | Western Championships 1934 River Forest, USA Singolare - Doppio                     | Gracyn Wheeler 6-3, 6-1                                    | Esther Bartosch                      |               |                     |
| 18 giugno | Western Championships 1934 River Forest, USA Singolare - Doppio                     | Esther Bartosh Marianne Hunt 6-3, 6-4                      | Helen Fulton Catherine Wolf          |               |                     |
| 18 giugno | Queen's Club Championships 1934 Londra, Gran Bretagna Singolare - Doppio            | Jacqueline Goldschmidt 5-7, 6-2, 6-0                       | Dorothy Burke                        |               |                     |
| 18 giugno | Queen's Club Championships 1934 Londra, Gran Bretagna Singolare - Doppio            | Doris Howard Colette Rosambert 6-2, 3-6, 8-6               | Dorothy Burke Sylvia Henrotin        |               |                     |
| 18 giugno | Queen's Club Championships 1934 Londra, Gran Bretagna Singolare - Doppio            | Doppio misto: Andre Martin-Legeay Sylvia Henrotin 6-3, 7-5 | Jean Lesueur Simonne Mathieu         |               |                     |
| 25 giugno | Tri-State Championships 1934 Cincinnati, USA Singolare - Doppio                     | Gracyn Wheeler walkover                                    | Esther Bartosch                      |               |                     |
| 25 giugno | Tri-State Championships 1934 Cincinnati, USA Singolare - Doppio                     | Helen Fulton Elizabeth Kesting 0-6, 6-3, 7-7 ritiro        | Esther Bartosh Marianne Hunt         |               |                     |

## Luglio
| Settimana | Torneo                                                                             | Vincitore                                                         | Finalista                              | Semifinalisti | Eliminati ai quarti |
| --------- | ---------------------------------------------------------------------------------- | ----------------------------------------------------------------- | -------------------------------------- | ------------- | ------------------- |
| 7 luglio  | Torneo di Wimbledon 1934 Londra, Gran Bretagna Erba Singolare - Doppio             | Dorothy Round 6-2, 5-7, 6-3                                       | Helen Jacobs                           |               |                     |
| 7 luglio  | Torneo di Wimbledon 1934 Londra, Gran Bretagna Erba Singolare - Doppio             | Simonne Mathieu Elizabeth Ryan 6-3, 6-3                           | Dorothy Andrus Sylvie Henrotin         |               |                     |
| 9 luglio  | Irish Championships 1934 Dublino, Irlanda Singolare - Doppio                       | Hilde Sperling 6-3, 6-1                                           | Joan Hartigan                          |               |                     |
| 9 luglio  | Irish Championships 1934 Dublino, Irlanda Singolare - Doppio                       | Alexandra McOstrich Hilde Sperling 6-0, 8-6                       | Norma Stoker Hilda Wallis              |               |                     |
| 9 luglio  | Irish Championships 1934 Dublino, Irlanda Singolare - Doppio                       | Doppio misto: Camille Malfroy Nell Hopman 6-4, 6-3                | William Breese Josephine Harman        |               |                     |
| 9 luglio  | Midland Counties Championships 1934 Edgbaston, Gran Bretagna Singolare - Doppio    | Gabriele Szapary 6-3, 4-6, 6-1                                    | E. Woodhall                            |               |                     |
| 9 luglio  | Midland Counties Championships 1934 Edgbaston, Gran Bretagna Singolare - Doppio    | Gabriele Szapary Grace Vaughton 6-2, 5-7, 6-3                     | Mrs H. Standring Olga Webb             |               |                     |
| 9 luglio  | Midland Counties Championships 1934 Edgbaston, Gran Bretagna Singolare - Doppio    | Doppio misto: Jean Borotra Mary Heeley 6-1, 6-1                   | H.K. Lester Miss Fluke                 |               |                     |
| 16 luglio | Welsh Championships 1934 Newport, Gran Bretagna Singolare - Doppio                 | Hilde Sperling 6-2 6-0                                            | Sheila Chuter                          |               |                     |
| 16 luglio | Welsh Championships 1934 Newport, Gran Bretagna Singolare - Doppio                 |                                                                   |                                        |               |                     |
| 16 luglio | Netherlands Championships 1934 Noordwijk, Paesi Bassi Singolare - Doppio           | Magdalene Rollin-Couquerque 6-3, 6-4                              | Cristobel Wheatcroft                   |               |                     |
| 16 luglio | Netherlands Championships 1934 Noordwijk, Paesi Bassi Singolare - Doppio           | Magdalene Rollin-Couquerque Cristobel Wheatcroft 6-3, 6-3         | L. von Lindonk Mlle Kerchoff           |               |                     |
| 16 luglio | Netherlands Championships 1934 Noordwijk, Paesi Bassi Singolare - Doppio           | Doppio misto: Hendrik Timmer Magdalene Rollin-Couquerque 6-1, 6-0 | Josef Knottenbelt Mlle Kerchoff        |               |                     |
| 16 luglio | Scottish Championships 1934 Peebles, Gran Bretagna Singolare - Doppio              | Joan Hartigan 5-7 14-12 7-5                                       | Susan Noel                             |               |                     |
| 16 luglio | Scottish Championships 1934 Peebles, Gran Bretagna Singolare - Doppio              |                                                                   |                                        |               |                     |
| 16 luglio | Essex Country Championships 1934 Manchester, USA Singolare - Doppio                | Jane Sharp 6-4 6-3                                                | Marjorie Morrill Painter               |               |                     |
| 16 luglio | Essex Country Championships 1934 Manchester, USA Singolare - Doppio                |                                                                   |                                        |               |                     |
| 23 luglio | Seabright Invitational 1934 Seabright, USA Singolare - Doppio                      | Carolin Babcock 6-4 6-2                                           | Helen Jacobs                           |               |                     |
| 23 luglio | Seabright Invitational 1934 Seabright, USA Singolare - Doppio                      | Helen Jacobs Elizabeth Ryan 7-5 6-3                               | Josephine Cruickshank Marjorie Van Ryn |               |                     |
| 23 luglio | Torneo di La Jolla 1934 La Jolla, USA Singolare - Doppio                           | Melva Roquet 6-4, 6-3                                             | Mary Greason                           |               |                     |
| 23 luglio | Torneo di La Jolla 1934 La Jolla, USA Singolare - Doppio                           |                                                                   |                                        |               |                     |
| 25 luglio | Torneo di Sheffield & Hallamshire 1934 Sheffield, Gran Bretagna Singolare - Doppio | Joan Hartigan 1-6, 6-0, 6-4                                       | Nell Hopman                            |               |                     |
| 25 luglio | Torneo di Sheffield & Hallamshire 1934 Sheffield, Gran Bretagna Singolare - Doppio | Joan Hartigan Nell Hopman 6-2, 6-3                                | Helen Dyson Joan Ingram                |               |                     |
| 25 luglio | Torneo di Sheffield & Hallamshire 1934 Sheffield, Gran Bretagna Singolare - Doppio | Doppio misto: Camille Malfroy Joan Ingram 5-7, 14-12, 6-3         | Ryuki Miki Joan Hartigan               |               |                     |
| 28 luglio | Canadian Championships 1934 Toronto, Canada Singolare - Doppio                     | Caroline Deacon 7-5, 6-3                                          | Eleanor Young                          |               |                     |
| 28 luglio | Canadian Championships 1934 Toronto, Canada Singolare - Doppio                     | Caroline Deacon Eleanor Young 6-4, 6-4, 6-4                       | Doris Seager Ken Salmond               |               |                     |
| 31 luglio | Le Touquet First Meeting 1934 Le Touquet, Francia Singolare - Doppio               | Simonne Mathieu 6-0 6-4                                           | Sylvie Henrotin                        |               |                     |
| 31 luglio | Le Touquet First Meeting 1934 Le Touquet, Francia Singolare - Doppio               |                                                                   |                                        |               |                     |

## Agosto
| Settimana | Torneo                                                                                 | Vincitore                                                      | Finalista                           | Semifinalisti | Eliminati ai quarti |
| --------- | -------------------------------------------------------------------------------------- | -------------------------------------------------------------- | ----------------------------------- | ------------- | ------------------- |
| agosto    | Torneo di Zurigo 1934 Zurigo, Svizzera Singolare - Doppio                              | Lolette Payot 4-6 6-3 6-4                                      | Simonne Mathieu                     |               |                     |
| agosto    | Torneo di Zurigo 1934 Zurigo, Svizzera Singolare - Doppio                              |                                                                |                                     |               |                     |
| 2 agosto  | Torneo di Wolverhampton 1934 Wolverhampton, Gran Bretagna Singolare - Doppio           | Dorothy Round 6-1, 6-2                                         | Grace Vaughton                      |               |                     |
| 2 agosto  | Torneo di Wolverhampton 1934 Wolverhampton, Gran Bretagna Singolare - Doppio           | Dorothy Round Grace Vaughton 6-1, 6-0                          | E. Pemberton E. Pratt               |               |                     |
| 2 agosto  | Torneo di Wolverhampton 1934 Wolverhampton, Gran Bretagna Singolare - Doppio           | Doppio misto: Ryuki Miki Dorothy Round 4-6, 6-4, 6-1           | Camille Malfory Mary Heeley         |               |                     |
| 6 agosto  | Hampshire Championships 1934 Bournemouth, Gran Bretagna Singolare - Doppio             | Joan Hartigan 3-6 6-3 6-3                                      | Madge Slaney                        |               |                     |
| 6 agosto  | Hampshire Championships 1934 Bournemouth, Gran Bretagna Singolare - Doppio             | Joan Hartigan Doris Howard 11-9 6-4                            | Effie Peters Madge Slaney           |               |                     |
| 6 agosto  | Hampshire Championships 1934 Bournemouth, Gran Bretagna Singolare - Doppio             | Doppio misto: Antoine Gentien Doris Howard 6-4 6-3             | Camille Malfroy Joan Ingram         |               |                     |
| 6 agosto  | Longwood Bowl 1934 Longwood, USA Singolare - Doppio                                    | Sarah Palfrey 6-4 6-2                                          | Jane Sharp                          |               |                     |
| 6 agosto  | Longwood Bowl 1934 Longwood, USA Singolare - Doppio                                    | Josephine Cruickshank Marjorie van Ryn 6-2 6-0                 | Helen Fulton Catherine Wolf         |               |                     |
| 6 agosto  | Longwood Bowl 1934 Longwood, USA Singolare - Doppio                                    | Doppio misto: Marjorie Morrill Painter George Lott 6-2 0-6 6-4 | Jane Sharp Lester Stoefen           |               |                     |
| 12 agosto | German Championships 1934 Amburgo, Germania Singolare - Doppio                         | Hilde Sperling 6-2 6-3                                         | Cilly Aussem                        |               |                     |
| 12 agosto | German Championships 1934 Amburgo, Germania Singolare - Doppio                         | Eveyln Dearman Nancy Lyle 6-4 6-2                              | Ida Adamoff Madzy Rollin-Couquerque |               |                     |
| 12 agosto | German Championships 1934 Amburgo, Germania Singolare - Doppio                         | Doppio misto: Gottfried von Cramm Hilde Sperling 6-2 6-4       | Charles Tuckey Peggy Scriven        |               |                     |
| 13 agosto | St Moritz Palace Hotel 1934 St. Moritz, Svizzera Singolare - Doppio                    | Colette Rosambert 6-4 6-3                                      | Joan Ingram                         |               |                     |
| 13 agosto | St Moritz Palace Hotel 1934 St. Moritz, Svizzera Singolare - Doppio                    |                                                                |                                     |               |                     |
| 14 agosto | Torneo di Long Beach 1934 Long Beach, USA Singolare - Doppio                           | Dorothy Bundy Cheney 10-8 6-2                                  | Marjorie Lauderbach Blair           |               |                     |
| 14 agosto | Torneo di Long Beach 1934 Long Beach, USA Singolare - Doppio                           |                                                                |                                     |               |                     |
| 14 agosto | Torneo di Long Beach 1934 Long Beach, USA Singolare - Doppio                           | Doppio misto: Dodo Bundy Billy Doeg 6-4 6-8 9-7                | Marjorie Lauderbach Lewis Wetherell |               |                     |
| 20 agosto | North of England Championships 1934 Scarborough, Gran Bretagna Singolare - Doppio      | Joan Hartigan 2-6 6-1 10-8                                     | Susan Noel                          |               |                     |
| 20 agosto | North of England Championships 1934 Scarborough, Gran Bretagna Singolare - Doppio      | Mal Molesworth J. Mowbray-Green 11-9 4-6 6-4                   | Helen Burr Susan Noel               |               |                     |
| 20 agosto | North of England Championships 1934 Scarborough, Gran Bretagna Singolare - Doppio      | Doppio misto: Harry Hopman Joan Hartigan 5-7 6-3 6-1           | Ryuki Miki Freda Scott              |               |                     |
| 20 agosto | Scottish Hard Court Championships 1934 Saint Andrews, Gran Bretagna Singolare - Doppio | O.L. Webb 4-6 6-4 10-8                                         | Esna Boyd                           |               |                     |
| 20 agosto | Scottish Hard Court Championships 1934 Saint Andrews, Gran Bretagna Singolare - Doppio |                                                                |                                     |               |                     |
| 25 agosto | Eastern Grass Court Championships 1934 Rye, USA Erba Singolare - Doppio                | Kay Stammers Menzies 6-4 3-6 6-4                               | Freda James                         |               |                     |
| 25 agosto | Eastern Grass Court Championships 1934 Rye, USA Erba Singolare - Doppio                | Freda James Kay Stammers Menzies                               | Dorothy Andrus Elizabeth Ryan       |               |                     |

## Settembre
| Settimana    | Torneo                                                                            | Vincitore                                                 | Finalista                        | Semifinalisti | Eliminati ai quarti |
| ------------ | --------------------------------------------------------------------------------- | --------------------------------------------------------- | -------------------------------- | ------------- | ------------------- |
| settembre    | Torneo di Villa d'Este 1934 Corno, Italia Singolare - Doppio                      | Hilde Sperling 6-2 6-2                                    | Lucia Valerio                    |               |                     |
| settembre    | Torneo di Villa d'Este 1934 Corno, Italia Singolare - Doppio                      |                                                           |                                  |               |                     |
| settembre    | Torneo di Strasburgo 1934 Strasburgo, Francia Singolare - Doppio                  | Simonne Mathieu 6-4 6-1                                   | Ilse Friedleben                  |               |                     |
| settembre    | Torneo di Strasburgo 1934 Strasburgo, Francia Singolare - Doppio                  | Ilse Friedleben Daisy Speranza-Wyns 7-5 0-6 6-3           | Mme Bernard Simonne Mathieu      |               |                     |
| settembre    | Torneo di Strasburgo 1934 Strasburgo, Francia Singolare - Doppio                  | Doppio misto: Pierre Grandguillot Simonne Mathieu 6-1 7-5 | Jacques Brugnon Mlle Mercier     |               |                     |
| 2 settembre  | Swiss International Championships 1934 Lucerna, Svizzera Singolare - Doppio       | Lolette Payot 6-2, 8-6                                    | Colette Rosambert                |               |                     |
| 2 settembre  | Swiss International Championships 1934 Lucerna, Svizzera Singolare - Doppio       | Joan Ingram Colette Rosambert 6-3, 4-6, 6-3               | Simone Barbier Lolette Payot     |               |                     |
| 2 settembre  | Swiss International Championships 1934 Lucerna, Svizzera Singolare - Doppio       | Doppio misto: Hector Fisher Lolette Payot 10-8, 6-2       | Boris Maneff Frl Fehlmann        |               |                     |
| 3 settembre  | Torneo di Venezia 1934 Venezia, Italia Singolare - Doppio                         | Cilly Aussem 6-3 7-5                                      | Margaret Scriven                 |               |                     |
| 3 settembre  | Torneo di Venezia 1934 Venezia, Italia Singolare - Doppio                         | Ida Adamoff Cilly Aussem 6-2 6-3                          | Lucia Valerio Peggy Scriven      |               |                     |
| 3 settembre  | Torneo di Venezia 1934 Venezia, Italia Singolare - Doppio                         | Doppio misto: Cilly Aussem Gottfried von Cramm 6-2 6-3    | Ida Adamoff Christian Boussus    |               |                     |
| 8 settembre  | Spanish International Championships 1934 San Sebastián, Spagna Singolare - Doppio | Simonne Mathieu 6-1 6-4                                   | Simone Iribarne Lafargue         |               |                     |
| 8 settembre  | Spanish International Championships 1934 San Sebastián, Spagna Singolare - Doppio | Josefa de Chavarri Simonne Mathieu 6-1 6-1                | C. Iribarne Simone Iribarne      |               |                     |
| 8 settembre  | Spanish International Championships 1934 San Sebastián, Spagna Singolare - Doppio | Doppio misto: Simonne Mathieu Andre Martin-Legeay 6-3 6-3 | Helen Dyson Donald Jones         |               |                     |
| 10 settembre | South of England Championships 1934 Eastbourne, Gran Bretagna Singolare - Doppio  | Dorothy Round 6-4 6-1                                     | Phyllis Mudford                  |               |                     |
| 10 settembre | South of England Championships 1934 Eastbourne, Gran Bretagna Singolare - Doppio  | Mary Heeley Dorothy Round 6-4 6-4                         | J McAlpine Billie Yorke          |               |                     |
| 10 settembre | South of England Championships 1934 Eastbourne, Gran Bretagna Singolare - Doppio  | Doppio misto: Dorothy Round Ryuki Miki 6-3 6-4            | Joan Ridley Charles Hare         |               |                     |
| 10 settembre | Highland Championships 1934 Pitlochry, Gran Bretagna Singolare - Doppio           | Esna Boyd 6-2 6-0                                         | K. E. Robertson                  |               |                     |
| 10 settembre | Highland Championships 1934 Pitlochry, Gran Bretagna Singolare - Doppio           |                                                           |                                  |               |                     |
| 12 settembre | U.S. National Championships 1934 New York, USA Erba Singolare - Doppio            | Helen Jacobs 6-1, 6-4                                     | Sarah Palfrey                    |               |                     |
| 12 settembre | U.S. National Championships 1934 New York, USA Erba Singolare - Doppio            | Helen Jacobs Sarah Palfrey 4-6, 6-3, 6-4                  | Dorothy Andrus Carolin Babcock   |               |                     |
| 14 settembre | Pacific Southwest Championships 1934 Los Angeles, USA Singolare - Doppio          | Ethel Arnold 10-8 1-6 6-4                                 | Kay Stammers Menzies             |               |                     |
| 14 settembre | Pacific Southwest Championships 1934 Los Angeles, USA Singolare - Doppio          | Carolin Babcock Elizabeth Ryan 6-3 3-6 6-3                | Freda James Betty Nuthall        |               |                     |
| 22 settembre | Torneo di Merano 1934 Merano, Italia Singolare - Doppio                           | Hilde Sperling Round Robin                                | Marie Horn                       |               |                     |
| 22 settembre | Torneo di Merano 1934 Merano, Italia Singolare - Doppio                           | Ida Adamoff Joan Ingram 6-4, 6-2                          | Marie Horn Hilde Sperling        |               |                     |
| 22 settembre | Torneo di Merano 1934 Merano, Italia Singolare - Doppio                           | Doppio misto: Camille Malfroy Ida Adamoff 1-6, 6-0, 6-2   | Herman von Artens Hilde Sperling |               |                     |
| 24 settembre | Paris International Championships 1934 Parigi, Francia Singolare - Doppio         | Lolette Payot 1-6 6-2 6-1                                 | Simonne Mathieu                  |               |                     |
| 24 settembre | Paris International Championships 1934 Parigi, Francia Singolare - Doppio         |                                                           |                                  |               |                     |
| 24 settembre | Torneo di Roehampton 1934 Roehampton, Gran Bretagna Singolare - Doppio            | Effie Peters 9-7 1-6 11-9                                 | Elsie Goldsack                   |               |                     |
| 24 settembre | Torneo di Roehampton 1934 Roehampton, Gran Bretagna Singolare - Doppio            | Evelyn Dearman Dorothy Shepherd-Barron titolo condiviso   | Elsie Pittman Effi Peters        |               |                     |
| 24 settembre | Torneo di Roehampton 1934 Roehampton, Gran Bretagna Singolare - Doppio            | Doppio misto: Torneo non terminato                        |                                  |               |                     |
| 29 settembre | Pacific Coast Championships 1934 Berkeley, USA Cemento Singolare - Doppio         | Kay Stammers Menzies 4-6 6-3 6-4                          | Freda James                      |               |                     |
| 29 settembre | Pacific Coast Championships 1934 Berkeley, USA Cemento Singolare - Doppio         | Freda James Betty Nuthall                                 | Gussie Raegener Margaret Osborne |               |                     |

## Ottobre
| Settimana  | Torneo                                                                            | Vincitore                                              | Finalista                   | Semifinalisti | Eliminati ai quarti |
| ---------- | --------------------------------------------------------------------------------- | ------------------------------------------------------ | --------------------------- | ------------- | ------------------- |
| 23 ottobre | British Covered Court Championships 1934 Londra, Gran Bretagna Singolare - Doppio | Phyllis Mudford 6-3, 4-6, 6-2                          | Mary Hardwick               |               |                     |
| 23 ottobre | British Covered Court Championships 1934 Londra, Gran Bretagna Singolare - Doppio | Elsie Pittman Billie Yorke 0-6, 6-3, 6-4               | Kathleen Godfree Susan Noel |               |                     |
| 23 ottobre | British Covered Court Championships 1934 Londra, Gran Bretagna Singolare - Doppio | Doppio misto: Jean Borotra Peggy Scriven 4-6, 6-4, 6-4 | Ryuki Miki Phyllis King     |               |                     |

## Novembre
| Settimana   | Torneo                                                                                | Vincitore                                               | Finalista                        | Semifinalisti | Eliminati ai quarti |
| ----------- | ------------------------------------------------------------------------------------- | ------------------------------------------------------- | -------------------------------- | ------------- | ------------------- |
| novembre    | Argentina International Championships 1934 Buenos Aires, Argentina Singolare - Doppio | Monica Ricketts 2-6 6-1 6-3                             | Maria Garcia de Sola             |               |                     |
| novembre    | Argentina International Championships 1934 Buenos Aires, Argentina Singolare - Doppio |                                                         |                                  |               |                     |
| 10 novembre | Tennis Club de Paris Tournament 1934 Parigi, Francia Singolare - Doppio               | Suzanne Pannetier 7-5 6-4                               | Arlette Neufeld                  |               |                     |
| 10 novembre | Tennis Club de Paris Tournament 1934 Parigi, Francia Singolare - Doppio               | Simone Barbier Suzanne Pannetier 6-4 6-3                | Ida Adamoff Mme Olivieri         |               |                     |
| 10 novembre | Tennis Club de Paris Tournament 1934 Parigi, Francia Singolare - Doppio               | Doppio misto: Jean Lesueur Simone Barbier 4-6 6-4 6-4   | Marcel Bernard Jacqueline Horner |               |                     |
| 26 novembre | New South Wales Championships 1934 Sydney, Australia Singolare - Doppio               | Dorothy Round 6-2 6-0                                   | Emily Westacott                  |               |                     |
| 26 novembre | New South Wales Championships 1934 Sydney, Australia Singolare - Doppio               | Evelyn Dearman Nancy Lyle 6-4 6-0                       | Nell Hopman Dorothy Round        |               |                     |
| 26 novembre | New South Wales Championships 1934 Sydney, Australia Singolare - Doppio               | Doppio misto: Fred Perry Dorothy Round 6-3 6-4          | Harry Hopman Nell Hopman         |               |                     |
| 26 novembre | Swiss Covered Court Championships 1934 Zurigo, Svizzera Singolare - Doppio            | Lolette Payot 6-2, 5-7, 6-2                             | Ida Adamoff                      |               |                     |
| 26 novembre | Swiss Covered Court Championships 1934 Zurigo, Svizzera Singolare - Doppio            | Ilse Friedleben Lolette Payot 6-3, 6-2                  | Ida Adamoff Mlle von Eisen       |               |                     |
| 26 novembre | Swiss Covered Court Championships 1934 Zurigo, Svizzera Singolare - Doppio            | Doppio misto: Marcel Bernard Ida Adamoff 6-4, 9-11, 6-3 | Antoine Gentien Lolette Payot    |               |                     |

## Dicembre
| Settimana   | Torneo                                                               | Vincitore                                                  | Finalista                        | Semifinalisti | Eliminati ai quarti |
| ----------- | -------------------------------------------------------------------- | ---------------------------------------------------------- | -------------------------------- | ------------- | ------------------- |
| 10 dicembre | Victorian Championships 1934 Melbourne, Australia Singolare - Doppio | Dorothy Round 9-7, 6-0                                     | Joan Hartigan                    |               |                     |
| 10 dicembre | Victorian Championships 1934 Melbourne, Australia Singolare - Doppio | Nancy Lyle Evelyn Dearman 6-2 6-2                          | Dorothy Round Sylvia Harper      |               |                     |
| 10 dicembre | Victorian Championships 1934 Melbourne, Australia Singolare - Doppio | Doppio misto: Nell Hopman Harry Hopman 6-4 6-4             | Fred Perry Dorothy Round         |               |                     |
| 30 dicembre | Coupe de Noel 1934 Parigi, Francia Singolare - Doppio                | Suzanne Pannetier 6-4 7-5                                  | Nelly Adamson                    |               |                     |
| 30 dicembre | Coupe de Noel 1934 Parigi, Francia Singolare - Doppio                | Ida Adamoff Nelly Adamson 6-3 6-2                          | Simone Barbier Suzanne Pannetier |               |                     |
| 30 dicembre | Coupe de Noel 1934 Parigi, Francia Singolare - Doppio                | Doppio misto: Marcel Bernard Simone Gorednitchenko 6-0 6-2 | Giorgio Palmieri Yvana Orlandini |               |                     |

## Senza data
| Settimana | Torneo                                                                           | Vincitore           | Finalista                 | Semifinalisti | Eliminati ai quarti |
| --------- | -------------------------------------------------------------------------------- | ------------------- | ------------------------- | ------------- | ------------------- |
|           | Philippine Championships 1934 Manila, Filippine Singolare - Doppio               | Elisa Ochoa         | non conosciuta (bandiera) |               |                     |
|           | Philippine Championships 1934 Manila, Filippine Singolare - Doppio               |                     |                           |               |                     |
|           | Southern Transvaal Championships 1934 Johannesburg, Sudafrica Singolare - Doppio | Bobbie Heine Miller | non conosciuta (bandiera) |               |                     |
|           | Southern Transvaal Championships 1934 Johannesburg, Sudafrica Singolare - Doppio |                     |                           |               |                     |